# Онтрена
Онтрена (фр. Antrenas) је насељено место у Француској у региону Лангдок-Русијон, у департману Лозер.
По подацима из 2011. године у општини је живело 333 становника, а густина насељености је износила 18,97 становника/km².

## Демографија
| 1962. | 1968. | 1975. | 1982. | 1990. | 2011. |
| ----- | ----- | ----- | ----- | ----- | ----- |
| 266   | 246   | 220   | 233   | 274   | 333   |